# Великобритания на «Евровидении-2012»
Великобритания участвовала в конкурсе песни Евровидение 2012 в Баку, Азербайджан. Своего представителя страна выбрала путем внутреннего отбора, организованного каналом BBC.

## Внутренний отбор
24 августа Daily Star сообщила, что BBC будут выбирать своего представителя на международном конкурсе внутренним отбором. Через несколько дней компания ВВС подтвердила эту новость, однако никаких подробностей о процессе выбора участника не объявила. В августе 2011 года Джери Халлиуэлл предложила воссоединить группу Spice Girls, чтобы представить Соединённое Королевство на конкурсе песни Евровидение 2012 в Баку.

## На конкурсе песни Евровидение
Великобритания — одна из стран «большой пятерки», поэтому эта страна, минуя полуфиналы, принимала участие в финале конкурса, который состоялся 26 мая 2012 года.